# Ahmadiago
Ahmadiago — рід грибів родини сажкові (Ustilaginaceae). Назва вперше опублікована 2004 року.

## Класифікація
До роду Ahmadiago відносять 1 вид:
- Ahmadiago euphorbiae

## Поширення та середовище існування
Знайдений на Euphorbia dracunculoides в Пакистані.